# Дендрохронология

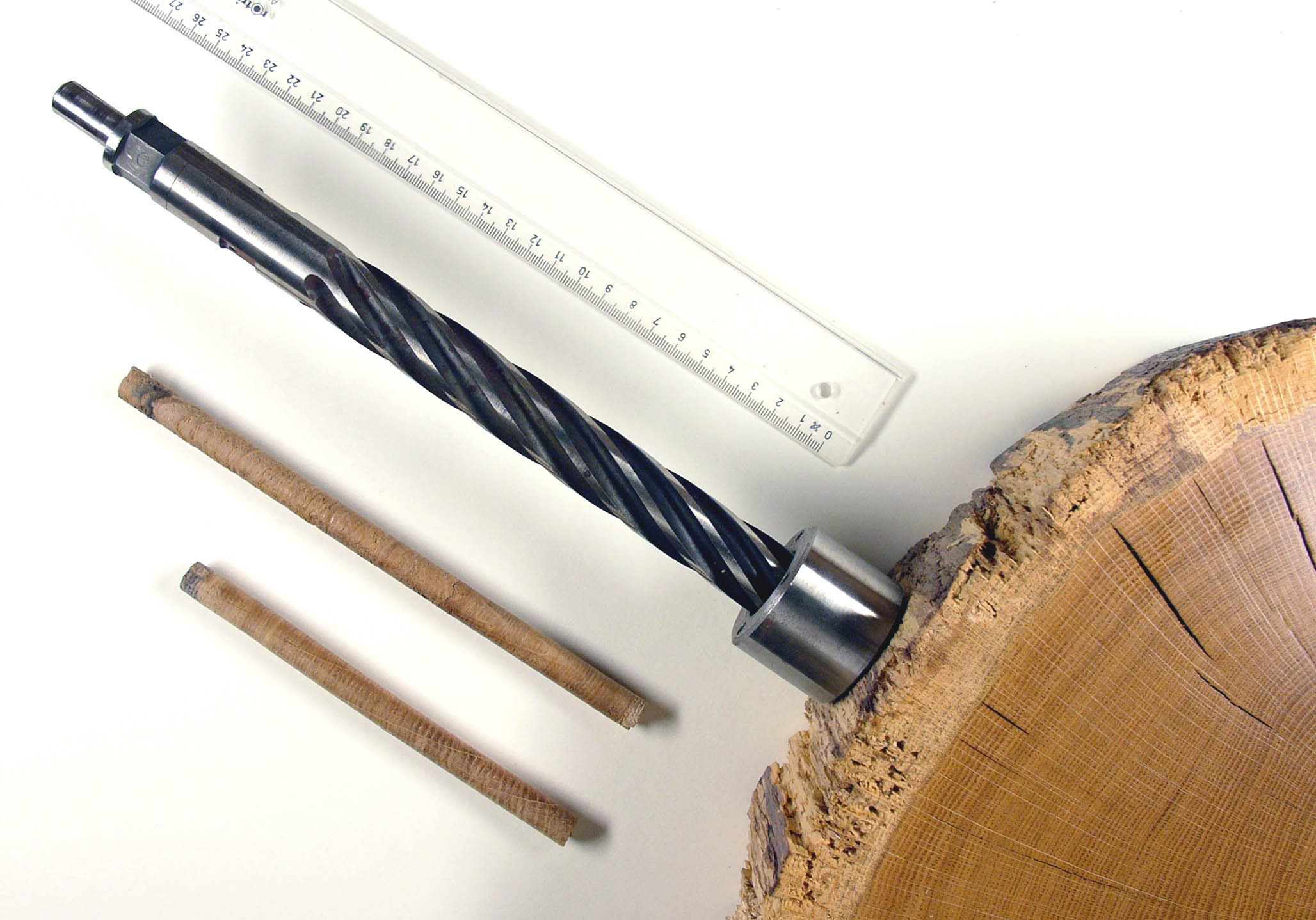
Возрастной бурав и цилиндрические образцы древесины (керны)

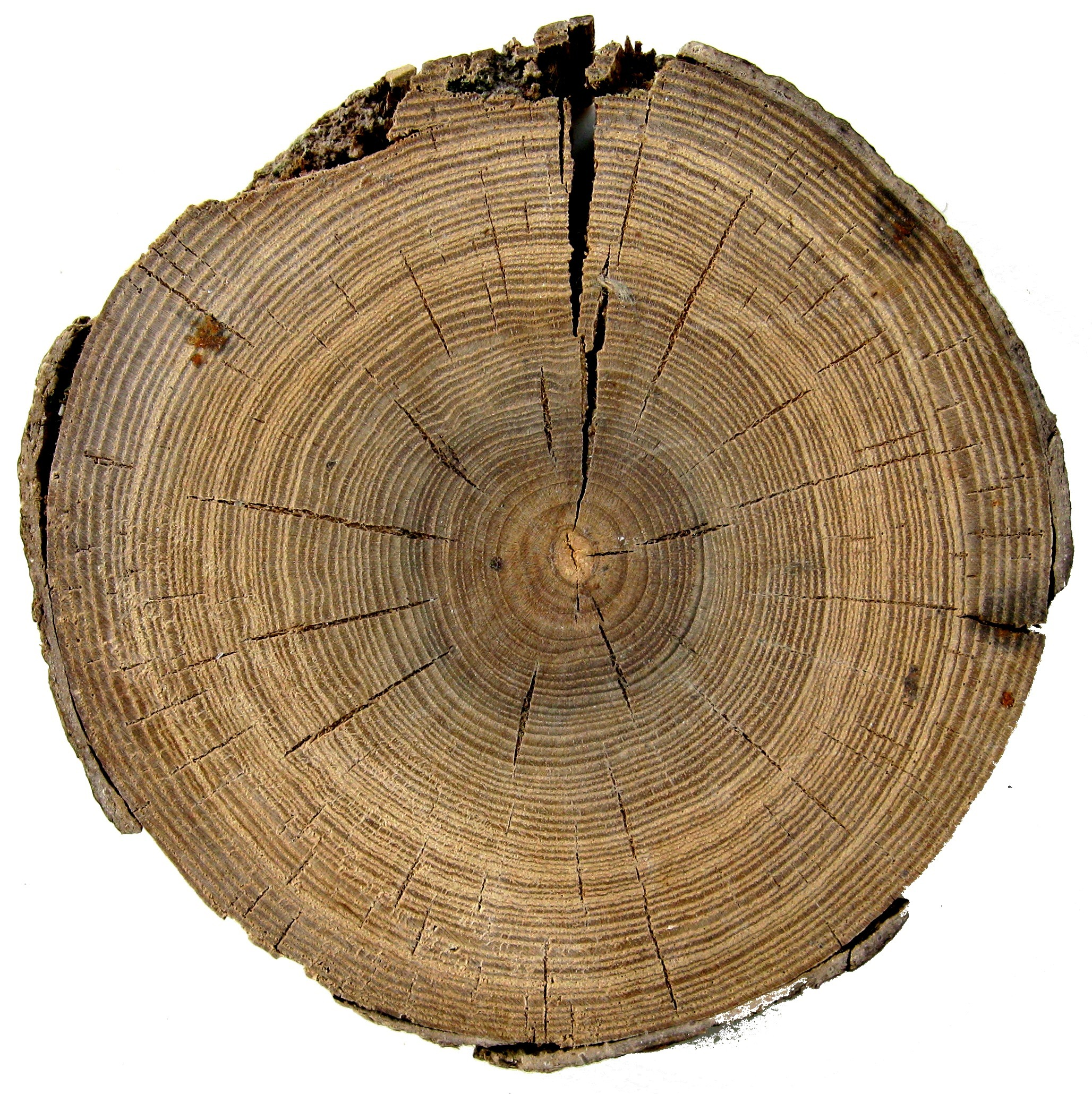
Спил ствола дерева, поднятого из соляной гальштатской шахты, датируется 680 до н. э.

Де́ндрохроноло́гия (от др.-греч. δένδρον — дерево, χρόνος — время, λόγος — слово, учение) — научная дисциплина о методах датирования событий, природных явлений, археологических находок и древних предметов, основанная на исследовании годичных колец древесины.
Используется для датирования деревянных предметов и фрагментов древесных стволов (например, в постройках), а также в биологии — при изучении биологических изменений за последние тысячелетия.
Существует направление в дендрохронологии — дендроклиматология, занимающаяся изучением закономерностей сложения годичных слоев древесных пород для установления климата в прошлые геологические эпохи. События Мияки позволяют точно привязать некоторые срезы дерева ко времени.

## Цели исследований
Основными целями дендрохронологических и дендроклиматических исследований являются:
- выявление значимых взаимосвязей между факторами климатической природы и годичным приростом древесных растений;
- надежная количественная оценка климатических изменений на основе длительных календарно-датированных древесно-кольцевых хронологий;
- краткосрочный прогноз климатических изменений в будущее[2].

Деревья, произрастающие в климатических зонах с сезонным климатом, летом и зимой растут неодинаково: основной рост происходит летом, зимой же рост сильно замедлен. Различие условий приводит к тому, что древесина, нарастающая зимой и летом, отличается своими характеристиками, в том числе плотностью и цветом. Визуально это проявляется в том, что древесный ствол на поперечном распиле имеет чётко видимую структуру в виде набора концентрических колец. Каждое кольцо соответствует одному году жизни дерева («зимний» слой тоньше и визуально просто отделяет одно «летнее» кольцо от другого). Общеизвестным является способ определения возраста спиленного дерева путём подсчёта числа годичных колец на распиле.
В дендроклиматических исследованиях наиболее часто анализируется прирост деревьев, характеризующийся шириной годичного кольца.
В зависимости от множества факторов, действовавших в летний период (продолжительность сезона, температурный режим, количество осадков и прочее) ширина годичных колец в разные годы жизни дерева различна, при этом ширина годичных колец, нарастающих в один и тот же год у деревьев одной породы, произрастающих в одной местности, примерно одинакова. Различия в ширине колец в разные годы достаточно значительны. Если для деревьев, произраставших в одной местности в одно время, построить графики изменения ширины годичных колец по годам, то эти графики будут достаточно близки, а для деревьев, произраставших в разное время, они не совпадут (в силу случайности действия климатических факторов точное совпадение последовательности ширины колец за достаточно длительные периоды крайне маловероятно).
Сопоставление последовательности годичных колец, сохранившихся в деревянном предмете, и образцов, датировка которых известна, позволяет выбрать образец с совпадающим набором годичных колец и, таким образом, определить, в какой период было спилено дерево, из которого изготовлен предмет. Такое сопоставление и есть, собственно, дендрохронологическое датирование.
При необходимости могут использоваться и другие характеристики структуры годичных колец, например:
- размер клеток древесины;
- толщина клеточной стенки;
- максимальная плотность древесины[3].

Особый интерес представляют повреждения нормальной анатомической структуры годичных колец живых и полуископаемых деревьев:
- морозобойные кольца;
- ложные кольца;
- светлые кольца;
- выпадающие кольца.

Типичное морозобойное кольцо состоит из трех зон: зоны деформированных (искривленных) трахеид, слоя аморфного вещества, состоящего из разрушенных клеток и образующейся затем зоны ненормальных по форме и величине трахеид. Иногда оно выглядит лишь как изменение направления радиального роста одного или нескольких рядов трахеид, при более сильном повреждении за ними следуют ряды поврежденных (смятых) клеток и затем ряды восстанавливающихся трахеид с измененным направлением роста.
Ложное кольцо (флуктуация плотности древесины) представляет собой слой более темных клеток в пределах годичного кольца, который отличается от соседних слоев по форме и размеру клеток, а также по толщине клеточной стенки.
Светлое кольцо содержит клетки поздней древесины с более тонкими стенками по сравнению с нормальными клетками.
Выпадающее кольцо является отсутствием прироста древесины на измеряемом спиле в какой-либо год.

## Виды древесно-кольцевых хронологий
| №  | Виды древесно-кольцевых хронологий                                                              | Объекты наблюдений |
| -- | ----------------------------------------------------------------------------------------------- | --- |
| 1. | Индивидуальная хронология (по одному радиусу)                                                   | Отдельный ствол, ветвь или корень |
| 2. | Индивидуальная усреднённая хронология первого порядка (по двум или более радиусам)              | Отдельный ствол, ветвь или корень |
| 3. | Индивидуальная усреднённая хронология второго порядка (по двум и более стволам, ветвям, корням) | Совокупность стволов, ветвей или корней у отдельного одноствольного или многоствольного дерева                                                             |
| 4. | Обобщённая хронология первого порядка                                                           | Совокупность деревьев одного вида, произрастающих в пределах однородного по условиям местообитания участка (или выдела)                                    |
| 5. | Обобщённая хронология второго порядка                                                           | Совокупность деревьев одного вида, произрастающих в одном типе условий местообитания, но на разных участках, удалённых друг от друга не более чем на 10 км |
| 6. | Генерализованная хронология первого порядка                                                     | Совокупность деревьев одного вида, произрастающих в одном типе условий местообитания, но на разных участках, удалённых друг от друга более чем на 10 км    |
| 7. | Генерализованная хронология второго порядка                                                     | Совокупность деревьев одного вида, произрастающих в различных типах условий местообитания                                                                  |
| 8. | Генерализованная хронология третьего порядка                                                    | Совокупность деревьев близкородственных и сходных по экологии видов, произрастающих как в одном, так и в различных типах условий местообитания.            |

## Построение древесно-кольцевых хронологий
В процессе построения древесно-кольцевых хронологий последовательно:
1. проводится предварительная датировка и маркировка колец.
2. выполняется окончательная датировка колец.
3. осуществляется продление древесно-кольцевых хронологий[6].

Предварительная датировка и маркировка колец выполняется для каждого отдельного древесного среза.
При её выполнении датируют и учитывают лишь видимые кольца. При проведении этой операции возможны ошибки в датировке в связи с наличием в образцах древесины выпавших и ложных колец.
При окончательной датировке колец используют т. н. метод перекрёстной датировки — это сравнение рисунков колец у различных деревьев и поиск точных мест, где найдено соответствие в характере изменчивости показателей радиального прироста между рассматриваемыми образцами.
Метод позволяет выявить нарушение синхронности в пределах отдельных временных интервалов и, тем самым, выявить точное положение выпавших, ложных, пропущенных и лишних колец в отдельных древесных срезах.
Требует наличия достаточного количества различных образцов с участка.
Результатом окончательной датировки колец является древесно-кольцевая хронология живых деревьев участка.
Важнейшими условиями для продления хронологии за пределы возраста наиболее старых живых деревьев являются наличие не менее 5-7 образцов для каждого года и наличие перекрытия между сравниваемыми хронологиями длительностью не менее 50-70 лет.
На первом этапе работы обычно строятся т. н. плавающие хронологии длительностью 300—500 лет, каждая из которых представлена некоторым количеством индивидуальных хронологий, которые датированы относительно друг друга, но не привязаны к календарной шкале.
На заключительном этапе работы производится продление как абсолютной, так и плавающих хронологий, их соединение друг с другом и построение длительной абсолютной хронологии.
К настоящему времени построено несколько длительных абсолютных непрерывных древесно-кольцевых хронологий:
- Первая длительная хронология была построена по сосне остистой, произрастающей на верхней границе леса в горах Юго-Запада США (8,7 тыс.лет), всего на западе США построено около десятка хронологий длительностью более 3 тыс.лет.
- Имеется несколько длительных хронологий для Южного полушания.
- На основе использования стволов древней древесины дуба построены длительные хронологии для южных районов Германии (более 9,9 тыс. лет), северных районов Германии (более 9,2 тыс.лет) и северной Ирландии (более 7,3 тыс.лет).
- По сосне обыкновенной для севера Скандинавии (более 2,1 тыс. лет).
- По лиственнице для субарктической зоны России: для полярного Урала (более 1,2 тыс. лет), полуострова Ямал (7 тыс. лет), полуострова Таймыр (2,6 тыс. лет) и низовьев реки Индигарки (2,5 тыс. лет)[10].
- Район Великого Новгорода (1,2 тыс. лет)[источник не указан 2332 дня].

## Проблемы дендрохронологии
Полная информация, содержащаяся в характеристиках годичного кольца деревьев, не может быть извлечена корректно на базе существующих в дендроклиматологии и дендрохронологии математико-статистических подходов.
Несмотря на различные статистические подходы к моделированию, особенности прироста древесных растений на интервалах времени за пределами калибровочного периода не могут быть также хорошо смоделированы, как и на калибровочных интервалах.

### Расхождение прироста и хода летних температур
Пространственный анализ длительных древесно-кольцевых хронологий в средних и высоких широтах Северного полушария выявил расхождения в ходе увеличения температуры и реального прироста древесных растений после 1960-х годов для некоторых регионов, в которых температура выступает основным лимитирующим рост фактором. Это расхождение в литературе получило название «проблемы дивергенции (расхождения)» прироста древесных растений и хода летних температур. Понимание этой проблемы и ее решение чрезвычайно важно при построении адекватных статистических моделей реконструкции климатических переменных по дендрохронологическим данным. По сути, эта проблема ставит под сомнение реальность температурных оценок в прошлом (температурных реконструкций) по дендрохронологическим данным на базе выявленных корреляционных взаимосвязей в настоящем.
Возможной причиной возникновения дивергенции может являться температурно-зависимый стресс древесных растений на засуху, особенно ярко выраженный для быстро растущих деревьев.
Другой гипотезой возникновения проблемы дивергенции является снижение прироста древесных растений при достижении температурой физиологического порога, лимитирующего рост.
Также была выявлена связь между снижением чувствительности древесных растений и положительным трендом зимних осадков.
В некоторых случаях, проблема дивергенции может возникать из-за систематической ошибки аппроксимации возрастных трендов «молодых» и «старых» деревьев одной и той же кривой, которая возникает при использовании
определенных методов стандартизации.

### Проблемы стандартизации
Древесно-кольцевые хронологии, несмотря на ряд хороших свойств, обладают нестационарностью, которая является результатом воздействия на ширину годичного кольца большого количества факторов случайной природы.
Для избавления от этих возмущений в дендрохронологии используется процедура стандартизации, которая заключается в:
1. удалении трендов неклиматической природы;
2. индексации исходных индивидуальных рядов;
3. усреднении[15].

Большинство методов оценки трендов неклиматической природы могут искажать индексные значения дендрохронологических рядов.
Однозначного ответа на вопрос «Какой метод стандартизации дендрохронологических рядов является наиболее предпочтительным?» не существует.

### Недостатки дендрохронологических методов
Помимо ряда очевидных достоинств, дендрохронологические методы имеют и недостатки. В частности:
- Невозможность точной датировки годичных колец и надёжной реконструкции параметров внешней среды в случае использования древесно-кольцевой информации, полученной с одного или небольшого числа деревьев.
- Различия в реакции прироста деревьев на разных этапах онтогенеза на одни и те же факторы внешней среды и в случае быстрого и резкого изменения климатических и почвенно-грунтовых условий[18].

### Проблема выбора образцов
В зависимости от цели и задач исследования, обязателен тщательный выбор района, типа условий местообитания, древостоя, вида древесного растения и модельных деревьев, в древесно-кольцевых хронологиях которых содержится необходимая для исследователя информация.
Если образцы древесины собраны без учёта этих условий, то использование даже самых изощрённых методов анализа собранного материала не приведёт к получению ожидаемых результатов.

## Другие достижения дендрохронологии
- Установлена статистическая связь между приростом древесных растений и динамикой содержания озона в верхних слоях атмосферы[20].
- Установлено, что перед XX веком, существует только один период потепления, присущий существенной части регионов — это несколько десятилетий на рубеже первого и второго тысячелетий нашей эры[21].
- Выявлено, что величина средневекового потепления в северной Евразии является не сопоставимой с современностью[22].

Выявляются и более тонкие зависимости, например:
- Выявлена отрицательная взаимосвязь между согласованностью в приросте древесных растений и температурой (ухудшение условий роста (общее понижение температур) приводит к увеличению согласованности в приросте древесных растений)[23].

## Использование
Дендрохронологический метод подходит для датирования древесных стволов и их фрагментов, а также изделий из дерева, если они сохранили достаточно большое количество годичных колец от исходного материала. Сам способ датирования принципиально достаточно прост: для датируемого предмета строится график толщин по тем слоям, которые в нём сохранились, этот график сопоставляется с дендрохронологической шкалой соответствующей породы дерева из той местности, откуда происходит предмет, и, если на шкале находится сопоставимая последовательность толщин годичных колец, делается вывод о том, что исследуемый предмет был изготовлен в соответствующий этому совпадению период времени. При достаточно большом количестве сохранившихся в предмете годичных колец совпадение может быть единственным; в более сложных случаях совпадений может оказаться несколько, и тогда для уточнения датирования применяются другие методы.
Знание технологических процессов подготовки деревянных панелей и дендрохронологический анализ позволяют датировать картины немецких и нидерландских художников XV—XVI веков: Кунихолм показал, что хранящийся в Лувре портрет девушки Дюрера, обычно датируемый около 1520 года, вряд ли был создан до 1523 года. Более того, вариант триптиха Мирафлорес, приписываемый Рогиру ван дер Вейдену, из коллекции музея Метрополитен, не мог быть создан ранее 1492 года, то есть через двадцать восемь лет после смерти художника.